# Psyllaephagus tamaricola
Psyllaephagus tamaricola är en stekelart som beskrevs av Svetlana N. Myartseva 1979. Psyllaephagus tamaricola ingår i släktet Psyllaephagus, och familjen sköldlussteklar. Arten är reproducerande i Sverige.